# Orthotylus serus
Orthotylus serus är en insektsart som beskrevs av Van Duzee 1921. Orthotylus serus ingår i släktet Orthotylus och familjen ängsskinnbaggar. Inga underarter finns listade i Catalogue of Life.